# Zdenko Kožul
Zdenko Kožul (Bihać, 21 maggio 1966) è uno scacchista croato (jugoslavo fino al 1991), Grande maestro.
Ha vinto il Campionato jugoslavo nel 1989 e 1990, e le edizioni 2006 e 2015 del Campionato della Croazia.
Nel 1990 partecipò con la Jugoslavia alle Olimpiadi di Novi Sad, vincendo la medaglia di bronzo individuale in terza scacchiera. Dal 1994 al 2014 ha partecipato a 11 olimpiadi con la Croazia. Nelle sue 12 partecipazioni olimpiche ha realizzato il 59,7 % dei punti.
Nel 2004 ha partecipato al Campionato del mondo FIDE di Tripoli. Dopo aver superato Dao Thien Hai, Michail Gurevič e Sergej Rublëvskij, è stato eliminato nel quarto turno dal futuro campione del mondo Veselin Topalov.
Dal 1988 al 2011 ha partecipato a 17 edizioni dei campionati europei per squadre di club. Ha vinto i campionati del 1999, 2000 e 2002 con il club ŠK Bosna Sarajevo.
Ha raggiunto il rating FIDE più alto nell'ottobre 2004, con 2640 punti Elo, numero uno del suo paese e 56 al mondo.

## Principali risultati
- 1995:  vince l'open di Zara;
- 1999:  vince l'open di Nova Gorica;
- 2003:  vince il Vasja Pirc Memorial di Maribor;
- 2006:  vince il Campionato europeo individuale di Kuşadası;
- 2012:  vince l'open di Zagabria;[4]
- 2014:  vince l'open di Durazzo;[5]
- 2015:  vince a Sarajevo il 45º Torneo Internazionale di Bosnia.[6]
- 2019:  in dicembre vince a Zagabria il 4º Krunoslav Memorial con 7,5 punti su 9.[7]
- 2020:  in gennaio vince a Nova Gorica il 25º Torneo Hit Open con 7 punti su 9.[8]